# مكاك أسود

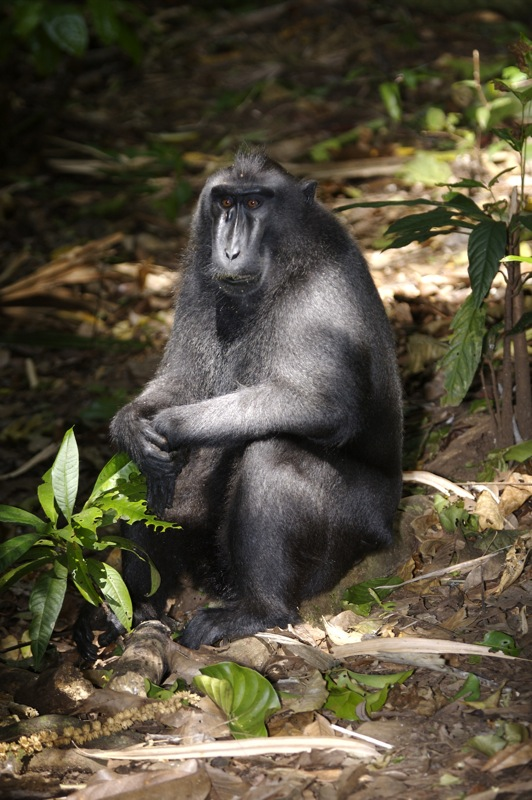

مكاك أسود أو قُشَّة (الاسم العلمي: Macaca nigra) (بالإنجليزية: Celebes ape)‏ هو نوع من الحيوانات يتبع جنس السعدان المكاك من فصيلة سعادين العالم القديم.